# Silja Line

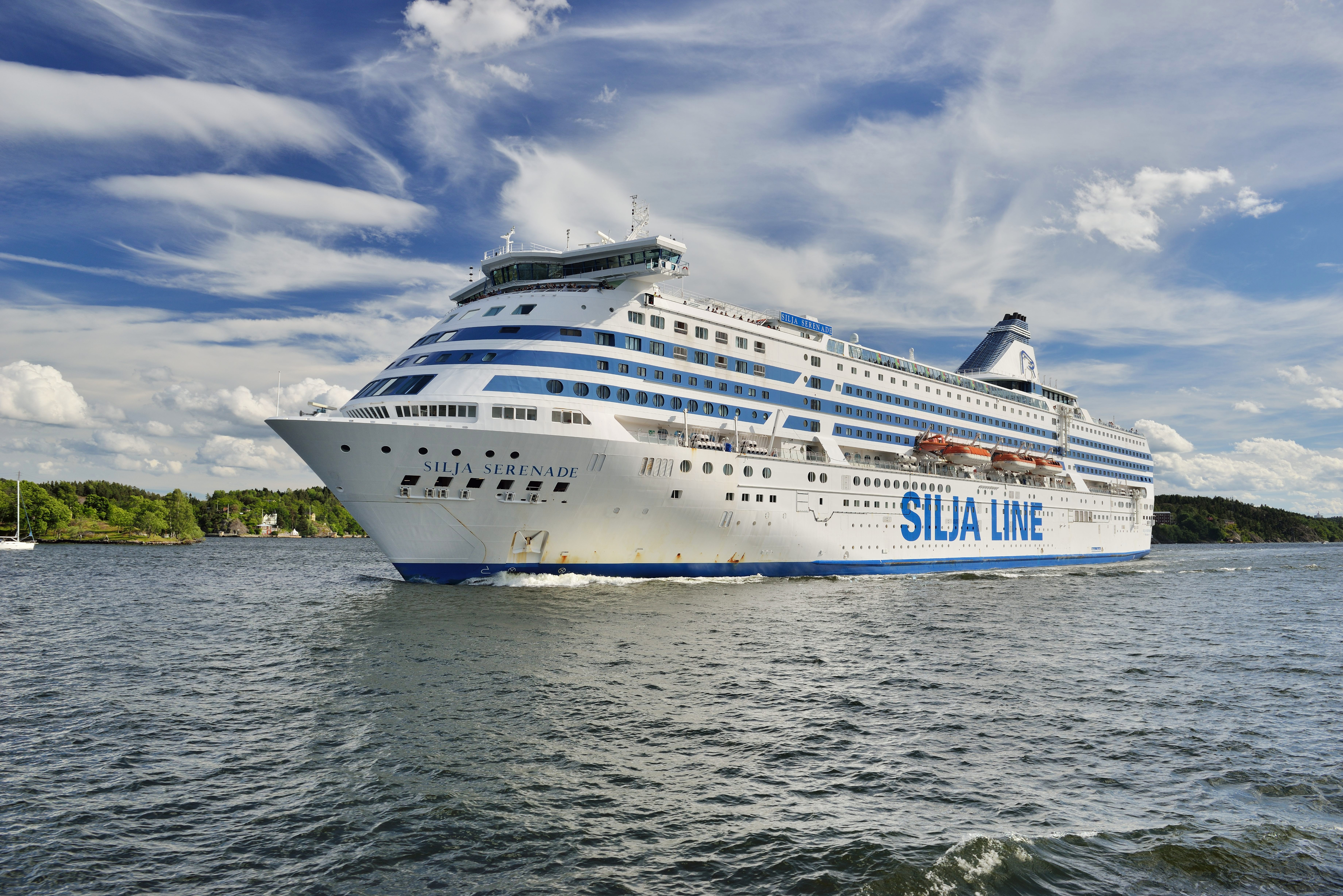
, Helsingforsfärja

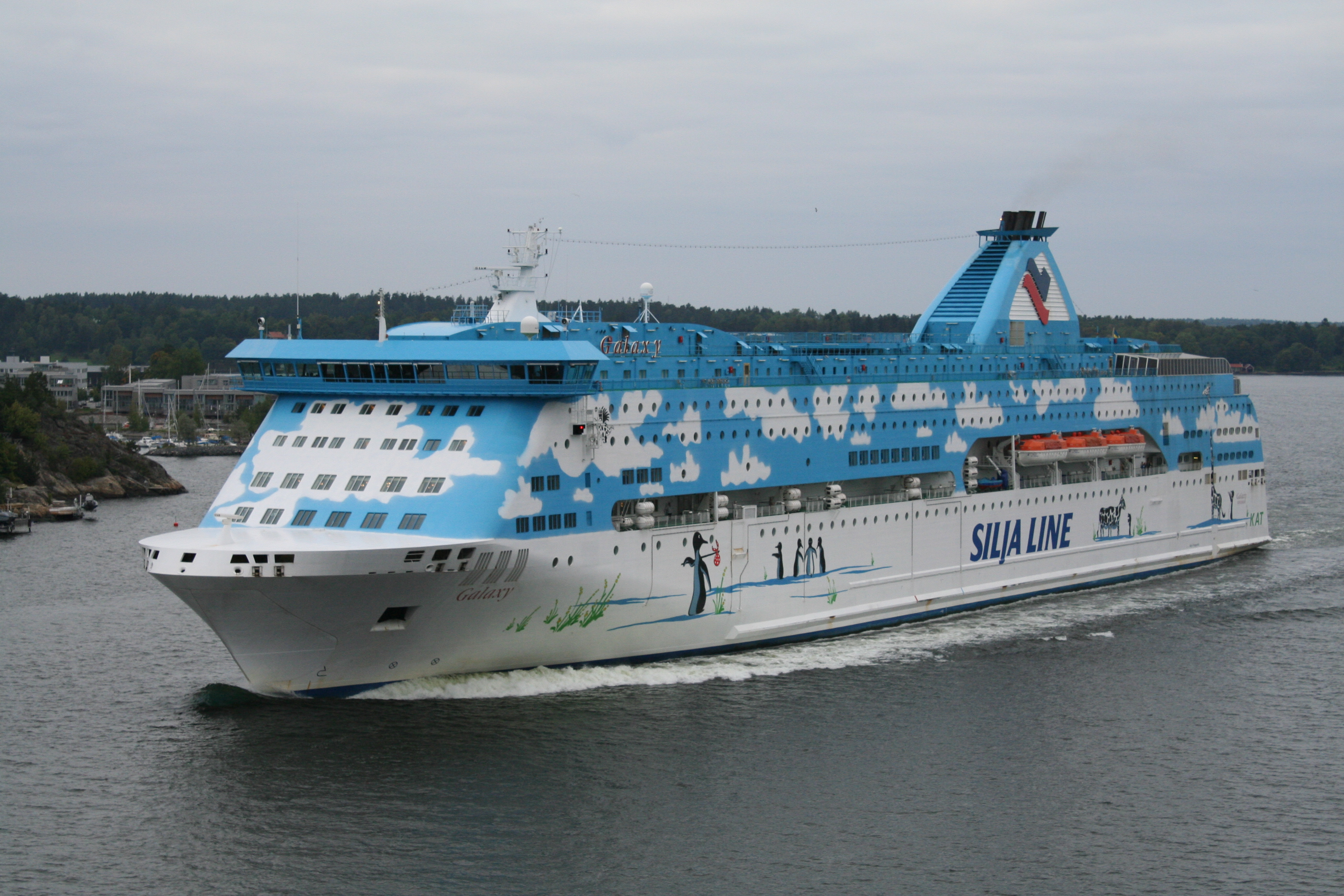
, Åbofärja

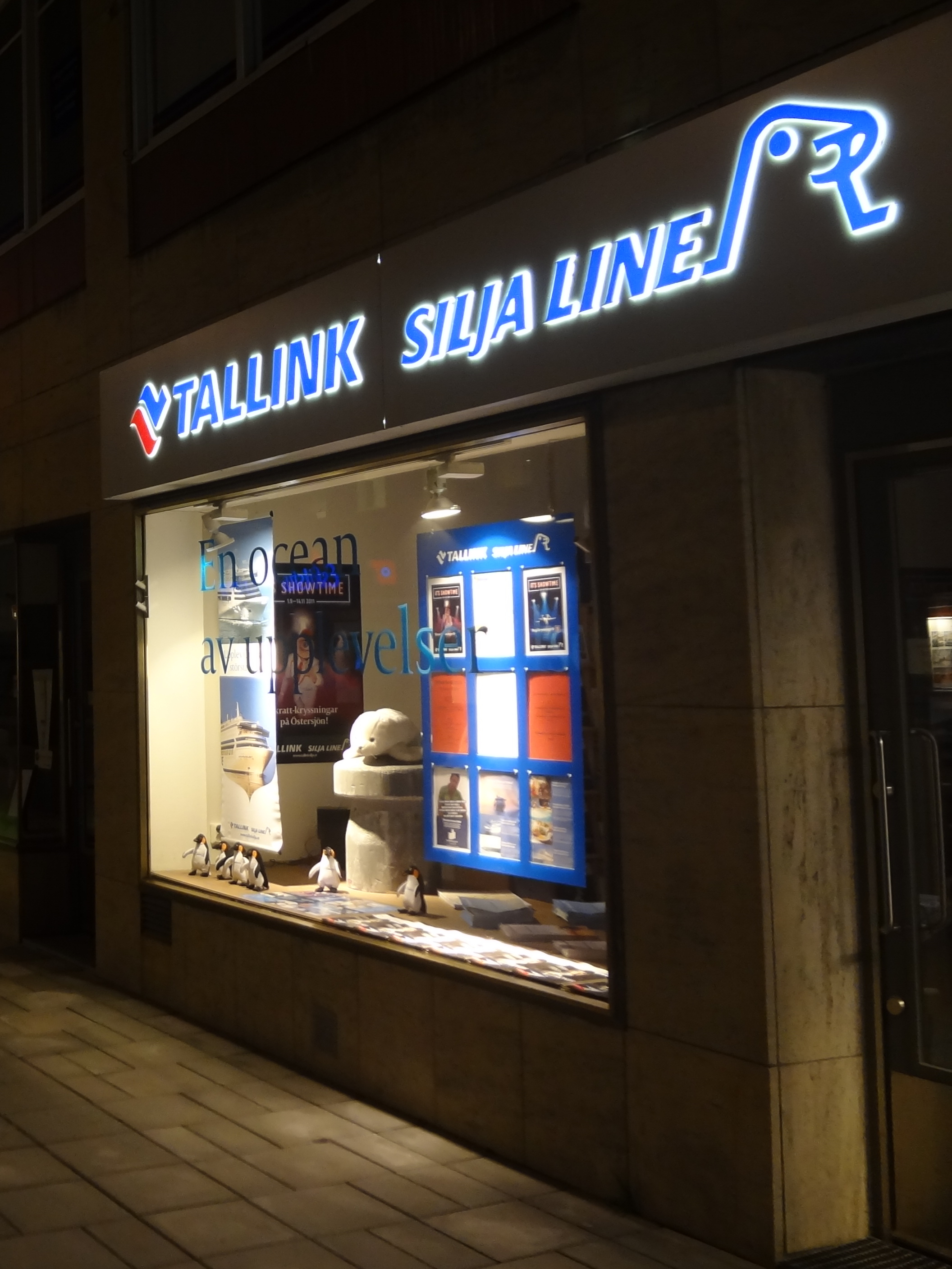
Silja Lines butik i Eskilstuna

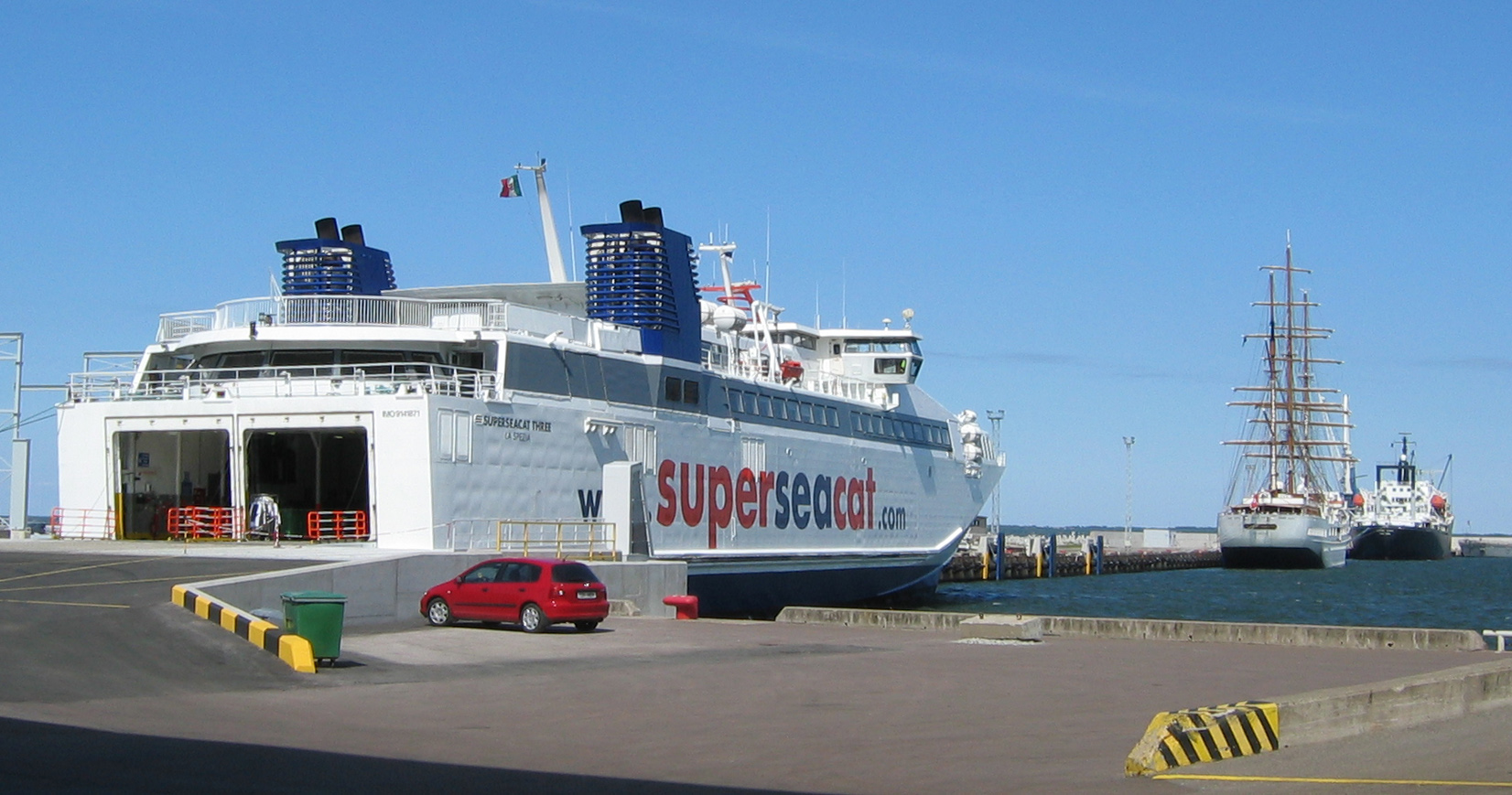
SuperSeaCat Three

Silja Line (formellt sedan 2006: Tallink Silja Oy) är ett finländskt-svenskt färjerederi som driver passagerartrafik mellan Sverige, Finland och Åland. Det är ett dotterbolag till det estniska rederiet Tallink Group.
Silja Lines ursprung går tillbaka till 1957, då Stockholms Rederi AB Svea, Finska Ångfartygs Ab (FÅA) och Ångfartygs Ab Bore bildade ett gemensamt bolag för trafik över Östersjön. Sedan dess har företaget vuxit genom nybyggen, konkurrens med Viking Line och flera ägarbyten. Varumärket *Silja Line* används fortfarande i passagerartrafiken.

## Historia

### Grundande och samtrafik (1957–1970)
Silja Line grundades den 20 maj 1957 som ett samägt dotterbolag till FÅA, Rederi AB Bore och Sveabolaget. Syftet var att bedriva kombinerad frakt- och passagerartrafik från Norrtälje, samt samordna trafiken mellan Finland och Sverige i den så kallade samtrafiken.
I början av 1970-talet upphörde trafiken från Norrtälje. Fartygen fördelades mellan ägarna, men samarbetet fortsatte under det gemensamma varumärket Silja Line. Fartygen fick enhetlig målning, men behöll respektive rederis skorstensemblem.

### Konkurrens och expansion (1970–1987)
Under 1970- och 1980-talen konkurrerade flera rederier om passagerarna på linjerna Sverige–Åland–Finland. Efterhand kom tävlingen att domineras av Silja Line och den 1966 bildade Viking Line. Inom grupperna rådde också intern konkurrens, och rederierna satsade på allt större och lyxigare nybyggen.
År 1975 köptes Sveabolaget upp av Johnsongruppen. I början av 1980-talet beställdes nya Helsingforsfärjor: Finlandia och Silvia Regina. I samband med detta lämnade Bore samarbetet, och Johnsons symbol Nordstjernan började användas på svenska fartygs skorstenar.
År 1985 tvingades Sallyrederiet dra sig ur Helsingforslinjen inom Viking Line. Siljarederierna köpte då en majoritet av aktierna i Sally, som därmed lämnade Viking Line. De fartyg som inte avyttrades övergick till Silja Line.

### Konsolidering och nybyggen (1988–1993)
År 1988 bildades Seawind Line som ett separat bolag för fraktverksamheten.
Inför leveransen av Silja Serenade och Silja Symphony slogs verksamheten samman i det nya bolaget EffJohn, en sammanslagning av Effoa (tidigare FÅA) och Johnson. Silja Lines logotyp, sälen, blev då gemensamt skorstensmärke.
År 1993 övertog Silja Line Silja Europa, som ursprungligen skulle ha trafikerat för Rederi AB Slite inom Viking Line. Efter Slites konkurs kunde fartyget aldrig levereras dit. Under en period opererade Silja Line därmed världens tre största kryssningsfärjor.

### Ägarbyten och nya linjer (2000–2006)
EffJohn såldes i etapper till brittiska SeaContainers under åren 2000 och 2004. Rederiet försökte därefter etablera snabbgående trafik över Finska viken genom SuperSeaCat-konceptet, men drabbades av ekonomiska problem.
I juni 2006 såldes Silja Line till det estniska rederiet Tallink. SuperSeaCat-fartygen Silja Opera och Finnjet ingick inte i affären. Det nya bolagsnamnet blev Tallink Silja Oy, men passagerarverksamheten bedrivs fortsatt under namnet Silja Line.

### Modern trafik (2008–idag)
Den 23 juli 2008 flyttade Tallink över Galaxy till Silja Line, som ersättning för Silja Festival. Den 1 februari 2013 följde systerfartyget Baltic Princess, som ersatte Silja Europa.
Galaxy och Baltic Princess trafikerar linjen Stockholm–Åbo och har behållit Tallinks skorstensmärke.

## Fartyg
Silja Line och dess föregångare har sedan 1950-talet trafikerat rutterna mellan Sverige, Åland och Finland med ett omfattande fartygsbestånd. Nedan listas både nuvarande och historiska fartyg med koppling till rederiet.

### Nuvarande flotta (2024)
| Fartyg              | Typ             | Byggd | I trafik sedan | Bruttoton (GT) | Passagerare | Rutt                                | Flagga  |
| ------------------- | --------------- | ----- | -------------- | -------------- | ----------- | ----------------------------------- | ------- |
| M/S Silja Serenade  | Kryssningsfärja | 1990  | 1990           | 58 376         | 2 852       | Helsingfors – Mariehamn – Stockholm | Finland |
| M/S Silja Symphony  | Kryssningsfärja | 1991  | 1991           | 58 376         | 2 852       | Helsingfors – Mariehamn – Stockholm | Sverige |
| M/S Baltic Princess | Kryssningsfärja | 2008  | 2013           | 48 915         | 2 800       | Åbo – Långnäs/Mariehamn – Stockholm | Finland |

### Historiska fartyg (urval)
Följande fartyg har tidigare trafikerat för Silja Line eller dess föregångare. Fartyg märkta med (fortfarande i trafik) är fortsatt i drift.
| Fartyg              | Byggd                    | I trafik             | Anmärkning                                                      |
| ------------------- | ------------------------ | -------------------- | --------------------------------------------------------------- |
| S/S Silja           | 1915, Oskarshamn         | 1957–1967            | F.d. Heimdall. Såld 1967. Upphuggen 1970 i Finland.             |
| S/S Warjo           | 1927, Helsingør          | 1957–1964            | Såld till Göteborg. Upphuggen 1983 i Italien.                   |
| S/S Aallotar        | 1937, Helsingør          | 1971                 | Såld 1972 till Bore. Upphuggen 1975 i Finland.                  |
| M/S Skandia         | 1960, Wärtsilä           | 1961–1974            | Såld 1974 till Venezuela. Sjönk 1986 utanför Azorerna.          |
| M/S Nordia          | 1961, Wärtsilä           | 1962–1974            | Såld 1974 till Venezuela. Upphuggen 1988 i Grekland.            |
| M/S Floria I        | 1964, Laivateollisuus    | 1964–1970            | Åter chartrad som Marga. Förlist 1995 utanför Litauen.          |
| S/S Bore III        | 1952, Oskarshamn         | 1970–1976            | Såld till Panama. Upphuggen 1982 i Kanada.                      |
| S/S Birger Jarl     | 1953, Finnboda           | 1959–1973            | Såld 1973 till Jakob-Lines. Fortfarande i trafik.               |
| S/S Bore (1960)     | 1960, Oskarshamn         | 1960–1977            | Såld 1973 till Jakob-Lines. Fortfarande i trafik.               |
| S/S Svea Jarl       | 1961, Finnboda           | 1970–1976            | Såld 1976 till Rederi AB Slite. Upphuggen 2010 i Indien.        |
| M/S Ilmatar         | 1963, Wärtsilä           | 1970–1980            | Såld 1980 till Norge. Upphuggen 2012 i Dominikanska republiken. |
| M/S Holmia I        | 1960, Aarhus Flydedok    | 1965–1971            | Såld 1971 till Italien. Avregistrerad 2011.                     |
| M/S Fennia          | 1965, Öresundsvarvet     | 1966–1985, 1993–2001 | Återkom via Wasa Line. Upphuggen 2010.                          |
| M/S Botnia          | 1967, Wärtsilä           | 1967–1975            | Grundstött 2008 utanför Marocko.                                |
| M/S Floria II       | 1969, Wärtsilä           | 1970–1975            | Såld till Kanarieöarna. Upphuggen 2008 i Indien.                |
| M/S Holmia II       | 1971, Kristiansand       | 1971–1973            | Såld 1973 till Singapore. Sjönk 2004. Upphuggen 2009 i Indien.  |
| M/S Aallotar (1970) | 1970, Dubigeon Normandie | 1972–1978            | Såld 1978 till Polen. Upphuggen 2003 i Indien.                  |
| M/S Silvia          | 1972, Nystad             | 1972–1973            | Såld till Bore. Upphuggen 2000 i Turkiet.                       |
| M/S Svea Regina     | 1972, Dubigeon Normandie | 1972–1979            | Såld 1979 till Grekland. Upphuggen 2005.                        |
| M/S Bore I          | 1973, Wärtsilä           | 1973–1983            | Såld 1983 till Bahamas.                                         |
| M/S Svea Corona     | 1975, Dubigeon Normandie | 1975–1984            | Såld till Grekland. Upphuggen 1995 i Turkiet.                   |

## Rutter
- Stockholm–Mariehamn/Långnäs–Åbo (färjelinjen)
- Stockholm–Mariehamn–Helsingfors (färjelinjen)
- Stockholm–Mariehamn–Stockholm ("minikryssning" med fartygsbyte)
- Åbo–Mariehamn–Åbo ("minikryssning" med fartygsbyte)